# Orlando Cabrales Martínez
Orlando José Cabrales Martínez (Cartagena de Indias, 19 de agosto[cita requerida] de 1939 - Bogotá, 5 de enero de 2025) fue un ingeniero químico, empresario y político colombiano. Implicado en el desfalco de cerca de 5.000 millones de dólares de la empresa petrolera Reficar por lo que fue condenado por la justicia Colombiana.

## Biografía
Nació en Cartagena de Indias. Estudió ingeniería química en la Pontificia Universidad Bolivariana. Su carrera política se inició cuando fue nombrado como Ministro del Desarrollo Económico entre 1996-1997 y Ministro de Minas y Energía entre 1997-1998 durante la presidencia de Ernesto Samper.
Dentro de su carrera empresarial fue miembro de juntas directivas de Gases del Caribe, Petroquímica del Atlántico, Dinners Club de Colombia, Grupo ISA, Polipropileno del Caribe, Avianca, Aerovas del Continente Americano y de Refinería de Cartagena.
Falleció en Bogotá el 5 de enero de 2025 tras de padecer de una enfermedad desde tiempo atrás.

## Escándalo de Reficar
En 2016 dentro de la investigación periodística que salió involucrado luego de la publicación de un reporte de la Contraloría General de la República de Colombia, encabezado por Edgardo Maya se hallaron sobrecostos injustificados por cerca de $8.5 billones de pesos colombianos (unos $2 mil 900 millones de dólares) para la construcción de la refinería.
En 2019 la Fiscalía General de la Nación le imputó los delitos de por los delitos de interés indebido en la celebración de contratos, bajo la modalidad de coautor 
junto a Pedro Alfonso Rosales Navarro cuando ocuparon la presidencia de Reficar entre 2009-2012 y condenado a cinco años de prisión preventiva. En 2020 la Procuraduría General de la Nación le absorvió los delitos porque no se encontraron evidencias de la desviaciones de los recursos públicos para la construcción de la refinería. En 2023 el Tribunal Superior de Bogotá le revocó la absolución de la Procuraduría y condenando a cinco años de los delitos que se imputaron por la Fiscalía, cumpliendo en detención domiciliaria por su edad avanzada.